# Muchacha punk
Muchacha punk es el quinto libro de cuentos del escritor argentino Rodolfo Fogwill, publicado por primera vez en 1992 bajo la editorial Planeta.  
El libro comprende seis relatos escritos entre 1978 y 1997, y dentro de todos ellos se esboza la sombra de la última dictadura militar en la Argentina (1976-1983), a veces encarado esto directamente, otras en forma subrepticia. 

## Contenido
Muchacha punk consta de seis cuentos:
- Dos hilitos de sangre
- Japonés
- Muchacha punk
- La liberación de las mujeres
- Cantos de marineros en las pampas
- La larga risa de todos estos años

## Cuento homónimo
Muchacha Punk es el cuento que hizo famoso a Fogwill. Empieza de este modo: 

«En diciembre de 1978 hice el amor con una muchacha punk. Decir “hice el amor” es un decir, porque el amor ya estaba hecho antes de mi llegada a Londres y aquello que ella y yo hicimos, ese montón de cosas que “hicimos” ella y yo, no eran el amor y ni siquiera —me atrevería hoy a demostrarlo—, eran un amor: eran eso y sólo eso eran. Lo que interesa en esta historia es que la muchacha punk y yo nos “acostamos juntos”».